# Behailu Assefa
Behailu Assefa (sinh ngày 30 tháng 12 năm 1989, ở Awasa) là một cầu thủ bóng đá người Ethiopia. Anh thi đấu cho Saint George và Đội tuyển bóng đá quốc gia Ethiopia ở vị trí tiền vệ.

## Sự nghiệp
Tính đến tháng 4 năm 2014.
- 2008–2010  Awassa City
- 2010–2013  Dedebit
- 2013–  Saint George